# Хайласутай
Хайласутай — упразднённый железнодорожный блокпост в Сковородинском районе Амурской области России. Исключен из учётных данных в 1977 году.

## География
Железнодорожный блокпост располагался у одноимённого блокпоста на линии Свободный — Сковородино Забайкальской железной дороги, на расстоянии примерно 8 километров (по прямой) к западу от села Талдан.

## История
Решением Амурского исполкома от 30 декабря 1977 года № 522, железнодорожный блокпост Хайласутай исключен из учётных данных как населённый пункт служебного значения.